# Hugo Hinckfuss
Hugo Hinckfuss (* 6. März 2003 in South Brisbane) ist ein australischer Skilangläufer.
Nach dem Besuch des The Scots College in Sydney von 2013 bis 2020 begann Hugo Hinckfuss ein Studium des Ingenieurwesens und der Versicherungsmathematik an der Australian National University. Schon in der Grundschule betrieb er Skilanglauf. Im College hatte er Skisport und Schwimmen betrieben. Er startet für NSW Cross-Country/Perisher und wird von Callum Watson sowie Erik Thorstensen trainiert. Er lebt in Cammeray.
Schon als zwölfjähriger nahm Hugo Hinkfuss 2016 an den International Children’s Winter Games teil. Im Alter von 15 Jahren bestritt er im Juli 2018 in Perisher Valley sein erstes offizielles FIS-Rennen, einen Klassik-Sprint im Rahmen des Skilanglauf-Australia/New-Zealand-Cups 2018. In der Qualifikation wurde er 14., im Finale belegte er den 15. Rang unter 18 Teilnehmern. Ein Jahr später wurde er an selber Stelle schon Siebter von 16 Teilnehmern des Freistil-Sprints sowie Neunter über 10 Kilometer Klassisch. In der Gesamtwertung des Skilanglauf-Australia/New-Zealand-Cup 2019 wurde er 29., 2021 schon Fünfter. Bei den Olympischen Jugend-Winterspielen 2020 in Lausanne war er neben John Mordes einer der beiden männlichen australischen Vertreter im Skilanglauf. Er startete in drei Wettbewerben in Le Brassus, wo die Rennen ausgetragen wurden. Im Sprint verpasste er als 64. der 86 Teilnehmer um fast 12,5 Sekunden deutlich die Finalrennen. Besser lief es im Rennen über 10 Kilometer, in der er 50. der 82 Starter wurde. Im Crossrennen wurde er 52. von 85. Nach mehreren einstelligen Platzierungen im Australia/New-Zealand-Cup im August 2021 bestritt er im Dezember des Jahres in der Schweiz und Österreich im Rahmen des Alpen-Cups erstmals Senioren-Rennen in Europa, erreichte aber keine nennenswerten Platzierungen. Dennoch schaffte Hinckfuss es, sich für die Olympischen Winterspiele 2022 in Peking zu qualifizieren. Zunächst startete er beim Klassik-Sprint der Männer, scheiterte aber als 61. der 88 Teilnehmenden um genau zehn Sekunden am Erreichen des 30. und letzten Platzes für die Finalläufe. Das zweite Mal kam Hinckfuss im Rennen über 15 Kilometer zum Einsatz. Hier wurde er 81. der 97 Gestarteten.
Bei den australischen Juniorenweltmeisterschaften 2018 kam Hinckfuss hinter Bentley Walker-Broose auf den zweiten Rang über 7,5 Kilometer Freistil. 2021 gewann er schon beide Titel der U20-Wertung, sowohl im Sprint, als auch auf der Langstrecke und wurde vierter und fünfter der offenen australischen Meisterschaften.
2021 wurde Hinkfuss als Snowsports Young Achiever of the Year ausgezeichnet.